# Cerbère
Cerbère – miejscowość i gmina we Francji, w regionie Oksytania, w departamencie Pireneje Wschodnie.
Według danych na rok 1990 gminę zamieszkiwało 1461 osób, a gęstość zaludnienia wynosiła 179 osób/km² (wśród 1545 gmin Langwedocji-Roussillon Cerbère plasuje się na 253. miejscu pod względem liczby ludności, natomiast pod względem powierzchni na miejscu 848.).

## Zabytki
Zabytki na terenie gminy posiadające status monument historique:
- Dolmen La Coma Enestapera (Dolmen de la Coma Enestapera)
- Hotel Belvédère du Rayon vert (Hôtel Belvédère du Rayon vert)

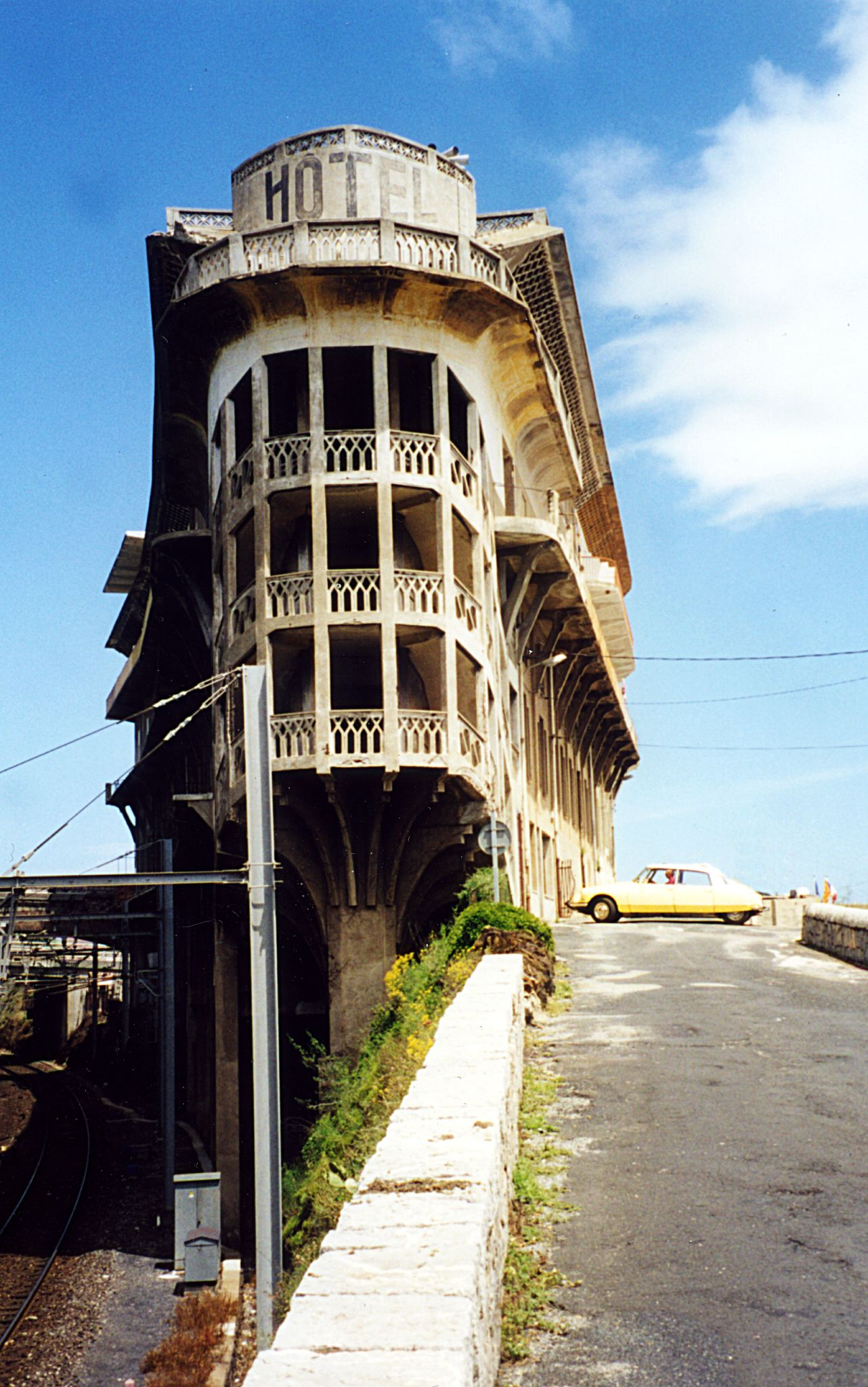
Hotel Belvédère du Rayon vert (2007)

## Populacja

Populacja Cerbère w latach 1962–2008